# Сиґітас Тамкявічус
Сиґітас Тамкявічус (лит. Sigitas Tamkevičius; нар. 7 листопада 1938, село Гудоніс, Литва) — литовський католицький єпископ, єзуїт. Архієпископ — митрополит Каунаський (1996—2015). Голова Конференції католицьких єпископів Литви у 1999—2002 і з 2005 по 2015. Кардинал-священник з титулом церкви Санта-Анджела-Мерічі з 5 жовтня 2019.

## Життєпис
1955 поступив до Каунаської духовної семінарії. 1957 — відбував примусову повинність у більшовицькій армії. 1962 — закінчив семінарію і 18 квітня 1962 року висвячений на священника. 1968 — вступив до ордену єзуїтів (орден був заборонений на окупованій більшовиками територіях).
Був одним із найперших ініціаторів протесту проти дій окупаційної влади у відношенні до Каунаської адміністрації. Через це окупанти заборонили йому здійснювати священницьке служіння. Протягом року працював на заводі.
1972 — будучи вікарієм у Сімнасі (Алітуський район), ініціював підпільне видання «Хроніка Церкви Литви». Хроніка публікувала свідчення про факти релігійної дискримінації в окупованій Литві.
1975–1983 — парафіяльний священник у Кібартаї (Вілкавішкіський район). 1978 разом з чотирма іншими литовськими священиками заснував Католицький комітет захисту прав вірян. Редагував підпільне видання Хроніки до 1983.
1983 був арештований і засуджений, звинувачений в антибільшовицькій агітації та пропаганді. Засуджений до десяти років позбавлення волі. Відбував покарання у таборах Пермі та Мордовії. 1988 — засланий до Сибіру. Завдяки процесу Перебудови в СССР був звільнений із ув'язнення.
1989 — директор Каунаської духовної семінарії. 1990 — ректор Каунаської духовної семінарії. Від 8 травня 1991 — помічник єпископа Каунаського та титулярний єпископ Туруди.
18 травня 1991 — рукопокладений в єпископи. 4 травня 1996 — архієпископ-митрополит Каунаський.
1999—2002 — 2005—2015 — голова Конференції католицьких єпископів Литви.
11 червня 2015 Святий Престол прийняв відставку у зв'язку із віком єпископа Тамкявічуса, він перейшов до рангу емерітів. Його заступив на катедрі Каунаса Льонґінас Вірбалас, а на посаді голови єпископської конференції — Ґінтарас Ґрушас.

## Кардинал
1 вересня 2019 года Папа Франциск, під час читання Angelus повідомив про піднесення до кардинальської гідності 13 прелатів, серед них монсеньйор Сиґітас Тамкявічус. Але оскільки кардиналу Тамкявічюсу більше 80 років, то він не може брати участі в Конклаві.

## Нагороди
- Великий командор ордена Великого князя Литовського Гедеміна (1 липня 1998)[3]
- Командор ордена Хреста Витязя (16 січня 2002)[4]
- Медаль Незалежності Литви (1 липня 2000)[5]
- Медаль Пам'яті 13 січня (10 червня 1992)[6]